# Zelowan
Zelowan Murphy & Russell-Smith, 2010 è un genere di ragni appartenente alla famiglia Gnaphosidae.

## Distribuzione
Le 18 specie note di questo genere sono state reperite in Africa centrale: ben 16 di esse nella sola Repubblica Democratica del Congo.

## Tassonomia
Le caratteristiche fisiche di questo genere sono state determinate dall'analisi degli esemplari tipo di Z. spiculiformis Murphy & Russell-Smith, 2010.
Non sono stati esaminati esemplari di questo genere dal 2010.
Attualmente, a febbraio 2016, si compone di 18 specie:
1. Zelowan allegena Murphy & Russell-Smith, 2010 — Repubblica Democratica del Congo
2. Zelowan bulbiformis Murphy & Russell-Smith, 2010 — Repubblica Democratica del Congo
3. Zelowan cochleare Murphy & Russell-Smith, 2010 — Repubblica Democratica del Congo
4. Zelowan cordiformis Murphy & Russell-Smith, 2010 — Repubblica Democratica del Congo
5. Zelowan cuniculiformis Murphy & Russell-Smith, 2010 — Repubblica Democratica del Congo
6. Zelowan ensifer Murphy & Russell-Smith, 2010 — Repubblica Democratica del Congo
7. Zelowan etruricassis Murphy & Russell-Smith, 2010 — Repubblica Democratica del Congo
8. Zelowan falciformis Murphy & Russell-Smith, 2010 — Repubblica Democratica del Congo
9. Zelowan galea Murphy & Russell-Smith, 2010 — Repubblica Democratica del Congo
10. Zelowan larva Murphy & Russell-Smith, 2010 — Repubblica Democratica del Congo
11. Zelowan mammosa Murphy & Russell-Smith, 2010 — Repubblica Democratica del Congo
12. Zelowan nodivulva Murphy & Russell-Smith, 2010 — Burundi
13. Zelowan pyriformis Murphy & Russell-Smith, 2010 — Repubblica Democratica del Congo
14. Zelowan remota Murphy & Russell-Smith, 2010 — Namibia
15. Zelowan rostrata Murphy & Russell-Smith, 2010 — Repubblica Democratica del Congo
16. Zelowan rotundipalpis Murphy & Russell-Smith, 2010 — Repubblica Democratica del Congo
17. Zelowan similis Murphy & Russell-Smith, 2010 — Repubblica Democratica del Congo
18. Zelowan spiculiformis Murphy & Russell-Smith, 2010[2] — Repubblica Democratica del Congo